# Sobia
Sobia est un village du Cameroun, situé dans la commune de Kobdombo, le département du Nyong-et-Mfoumou et la région du Centre.

## Population
En 1961, Sobia comptait 958 habitants, principalement des Yebekolo. Lors du recensement de 2005, on y a dénombré 911 personnes.

## Infrastructures
Sobia dispose d'un marché mensuel et d'une école publique.